# Università dell'Idaho
L'Università dell'Idaho (UI) è la più antica università pubblica dell'Idaho ed ha sede nella città di Moscow nella contea di Latah. Fu l'unica università dell'Idaho fino al 1963 ed ha l'unica facoltà di diritto dello Stato, istituita nel 1909 ed accreditata dall'Associazione statunitense degli avvocati dal 1925.
L'università venne fondata con legge dell'Idaho il 30 gennaio 1889 e nel primo anno vide l'iscrizione di 40 studenti che iniziarono a frequentarla il 3 ottobre 1892. I primi laureati, nel 1896, furono due uomini e due donne. Al 2011, l'ateneo conta circa 12.000 iscritti.